# Bellefontaine (Val-d'Oise)
Bellefontaine é uma comuna francesa na região administrativa da Ilha de França, no departamento do Vale do Oise. Estende-se por uma área de 7.53 km². Em 2010 a comuna tinha 484 habitantes (densidade: 64,3 hab./km²).